# Европско првенство у атлетици у дворани 2013 — 3.000 метара за жене
Такмичење у трчању на 3.000 метара у женској конкуренцији на Европском првенству у атлетици у дворани 2013. у Гетеборгу је одржано 2. и 3. марта у спортској дворани Скандинавијум.
Титулу освојену 2011. у Паризу, није бранила Хелен Китро из Уједињеног Краљевства.
На такмичењу није било никаквих рекорда.

## Земље учеснице
Учествовало је 18 атлетичарки из 17 земаља.
| - Азербејџан (1) - Белгија (1) - Француска (1) - Немачка (1) - Уједињено Краљевство (1) | - Ирска (1) - Италија (1) - Летонија (1) - Португајија (2) - Румунија (2) | - Русија (2) - Шпанија (2) - Шведска (1) - Турска (1) |

## Рекорди

### Рекорди пре почетка Европског првенства 2013.
| Светски рекорд                             | Месерет Дефар     | Етиопија    | 8:23,72 | Штутгарт, Немачка | 3. фебруар 2007.  |
| Европски рекорд                            | Лилија Шобухова   | Русија      | 8:27,86 | Москва, Русија    | 17. фебруар 2006. |
| Рекорди европских првенстава               | Френанда Рибеиро  | Португалија | 8:39,49 | Стокхолм, Шведска | 9. март 1996.     |
| Најбољи светски резултат сезоне у дворани  | Гензебе Дибаба    | Етиопија    | 8:26.95 | Стокхолм, Шведска | 21. фебруар 2013. |
| Најбољи европски резултат сезоне у дворани | Светлана Кирејева | Русија      | 8:48,27 | Москва, Русија    | 12. фебруар 2013. |

### Најбољи европски резултати у 2013. години
Десет најбољих европских такмичарки на 3.000 метара у дворани 2013. године пре почетка првенства (1. марта 2013), имале су следећи пласман на европској и светској ранг листи. (СРЛ)
| 1  | Светлана Кирејева    | Русија               | 8:48,27 | 12. фебруар | 4. СРЛ  |
| 2  | Ајлиш Маколган       | Уједињено Краљевство | 8:49,31 | 21. фебруар | 5. СРЛ  |
| 3  | Хелен Китро          | Уједињено Краљевство | 8:50,16 | 2. фебруар  | 7. СРЛ  |
| 4  | Јелена Коропкина     | Русија               | 8:50,42 | 12. фебруар | 8. СРЛ  |
| 5  | Наталија Аристархова | Русија               | 8:50,76 | 12. фебруар | 9. СРЛ  |
| 6  | Корина Харер         | Немачка              | 8:51,04 | 2. фебруар  | 10. СРЛ |
| 7  | Лорен Хауард         | Уједињено Краљевство | 8:52,00 | 11. фебруар | 11. СРЛ |
| 8  | Сара Мореира         | Португалија          | 8:52,40 | 7. фебруар  | 12. СРЛ |
| 9  | Анкута Бобокел       | Румунија             | 8:52,86 | 16. фебруар | 14. СРЛ |
| 10 | Алменш Белете        | Белгија              | 8:54,14 | 7. фебруар  | 16. СРЛ |

Такмичарке чија су имена подебљана учествују на ЕП 2013.

## Сатница
| Датум         | Време | Коло          |
| ------------- | ----- | ------------- |
| 2. март 2013  | 12:25 | Квалификације |
| 3. март 2013. | 12:10 | Финале        |

## Освајачи медаља
|                           |                       |                      |
| Сара Мореира, Португалија | Корина Харер, Немачка | Финула Бритон, Ирска |

## Резултати

### Квалификације
Атлетичарке су били подељене у две групе по девет. За финале су се директно квалификовале по 4 првопласиране из обе групе (КВ) и још четири према постигнутом резултату (кв).
| Место | Група | Атлетичарка          | Земља                | ЛР      | ЛРС     | Резултат | Белешка |
| ----- | ----- | -------------------- | -------------------- | ------- | ------- | -------- | ------- |
| 1     | 1     | Сара Мореира         | Португалија          | 8:44,22 | 8:52,48 | 9:01,00  | КВ      |
| 2     | 2     | Наталија Аристархова | Русија               | 8,50,76 | 8,50,76 | 9:02,61  | КВ      |
| 3     | 1     | Лорен Хауард         | Уједињено Краљевство | 8:52,00 | 8:52,00 | 9:03,30  | КВ      |
| 4     | 1     | Финула Бритон        | Ирска                | 8:54,37 | 8:54,37 | 9:03,30  | КВ      |
| 5     | 2     | Корина Харер         | Немачка              | 8:51,04 | 8:51,04 | 9:03,41  | КВ      |
| 6     | 2     | Алменш Белете        | Белгија              | 8:54,14 | 8:54,14 | 9:04,41  | КВ      |
| 7     | 1     | Јелена Коропкина     | Русија               | 8:50,42 | 8:50,42 | 9:04,89  | КВ      |
| 8     | 1     | Полина Јелизарова    | Летонија             | 8:56,06 | 8:56,06 | 9:05,96  | кв      |
| 9     | 2     | Кристин Бардел       | Француска            | 8:57,01 | 8:57,01 | 9:06,50  | КВ      |
| 10    | 1     | Роксана Барка        | Румунија             | 9:02,35 | 9:02,35 | 9:09,09  | кв      |
| 11    | 2     | Анкута Бобокел       | Румунија             | 8:52,86 | 8:52,86 | 9:09,22  | кв      |
| 12    | 1     | Дуду Каракаја        | Турска               | 9:02,14 | 9:02,14 | 9:09,70  | кв      |
| 13    | 2     | Зилвија Вајстајнер   | Италија              | 8:44,81 | 9:03,87 | 9:12,73  |         |
| 14    | 1     | Паула Гонзалез       | Шпанија              | 9:01,37 | 9:01,37 | 9:17,76  |         |
| 15    | 1     | Шарлота Фовгберг     | Шведска              | 9:07,24 | 9:07,54 | 9:21,15  |         |
| 16    | 2     | Тереса Урбина        | Шпанија              | 9:09,50 | 9:09,50 | 9:23,65  |         |
| 17    | 2     | Ерсилија Машадо      | Португалија          | 9:05,87 | 9:05,87 | 9:35,97  |         |
| —     | 2     | Лајес Абдулајева     | Азербејџан           | 8:49.85 | 8:57,17 | НЗ       |         |

### Финале
Финале је почело у 12,10.
| Место | Атлетичарка          | Земља                | Резултат | Белешка |
| ----- | -------------------- | -------------------- | -------- | ------- |
|       | Сара Мореира         | Португалија          | 8:58,50  |         |
|       | Корина Харер         | Немачка              | 9:00,50  |         |
|       | Финула Бритон        | Ирска                | 9:00,54  |         |
| 4     | Јелена Коропкина     | Русија               | 9:00,59  |         |
| 5     | Алменш Белете        | Белгија              | 9:03,89  |         |
| 6     | Лорен Хауард         | Уједињено Краљевство | 9:04,04  |         |
| 7     | Кристин Бардел       | Француска            | 9:08,62  |         |
| 8     | Полина Јелизарова    | Летонија             | 9:09,86  |         |
| 9     | Роксана Барка        | Румунија             | 9:10,51  |         |
| 10    | Дуду Каракаја        | Турска               | 9:15,07  |         |
| 11    | Анкута Бобокел       | Румунија             | 9:18,37  |         |
| 12    | Наталија Аристархова | Русија               | 9:23,28  |         |

## Пролазна времена
| Дистанца | Атлетичарка  | Земља       | Време   |
| -------- | ------------ | ----------- | ------- |
| 1.000 м  | Сара Мореира | Португалија | 3:13,85 |
| 2.000 м  | Сара Мореира | Португалија | 6:13,16 |